# روزلین فیلیون
روزلین فیلیون (انگلیسی: Roseline Filion؛ زادهٔ ۳ ژوئیهٔ ۱۹۸۷) ورزشکار شیرجه اهل کانادا است.
وی در مسابقات کشوری و بین‌المللی در مجموع برندهٔ ۲ مدال طلا، ۴ مدال نقره، ۵ مدال برنز شده‌است.